# Julius Bomholt
Laurits Julius Jensen Bomholt (Silkeborg, 11 giugno 1896 – Esbjerg, 2 gennaio 1969) è stato un politico e scrittore danese.

## Biografia
Nacque l'11 giugno 1896 a Silkeborg, dove è cresciuto in una famiglia operaia.

### Carriera politica
Fu eletto al Folketing nel 1929 tra le file dei Socialdemocratici, venendo rieletto più volte fino al 1968 e ricoprendo la carica di presidente del parlamento per due mandati: dal 1945 al 1950 e dal 1964 al 1968. Durante il suo mandato di parlamentare fu membro e presidente del Consiglio radiofonico.
Ministro della pubblica istruzione nel 1950 oltre che dal 1953 al 1957 e poi Ministro degli affari sociali dal 1957 al 1961, divenne il primo Ministro degli affari culturali della Danimarca nel 1961.
È sepolto presso il cimitero di Sønderho sull'isola di Fanø.